# Blauwtipje
Het blauwtipje (Antiopella cristata) is een zeenaaktslak uit de familie van de Janolidae. De wetenschappelijke naam van de soort werd als Eolis cristata in 1841 gepubliceerd door Stefano Delle Chiaje.

## Beschrijving
Het blauwtipje is een semi-transparant zeenaaktslak met een ovaalvormige omtrek. Het lichaam van deze slak is crème of lichtbruin van kleur en wordt ongeveer 75 mm lang. Het hoofd heeft mondtentakels die kort zijn. De cerata (longpapillen) zijn talrijk, hebben een glad oppervlak en een opgeblazen uiterlijk. De centrale darmklier is dun en bruin van kleur en kan door elke papil worden gezien. Deze klierlobben verdelen zich aan het uiteinde van de papillen in talrijke eindtakken, waardoor blauwtipjes worden onderscheiden van andere Aeolidioidea-naaktslakken. De toppen van de papillen zijn blauwachtig wit en iriserend.
De witte pigment die aanwezig is op het oppervlak van de rugpapillen komt eveneens voor in vlekken of lijnen langs de kale centrale dorsum, alsook rond de lamellate rinofoor en de metapodium. De rinoforen  (reuksprieten) zijn aan hun basis met elkaar verbonden door soort wrattige verbinding (in het Engels 'caruncle' genaamd). Zowel de rinoforen als de 'caruncle' zijn iets donkerder van kleur dan de rest van het lichaam.

## Verspreiding
Het blauwtipje leeft in de noordoostelijke Atlantische Oceaan, van de Shetlandeilanden tot in de Middellandse Zee, onder de laagwaterlijn tot 40 meter diepte. Hier voedt het zich met struikvormige mosdiertjes, met name spiraalmosdiertjes (Bugula plumosa), steenmosdiertjes (Scrupocellaria scruposa) en wimpermosdiertjes (Bicellariella ciliata). Langs de Nederlandse kust worden blauwtipjes vooral in de Oosterschelde waargenomen, hoewel er ook incidentele waarnemingen bekend zijn uit het Grevelingenmeer, de westelijke Waddenzee en de mond van de Westerschelde.

## Galerij

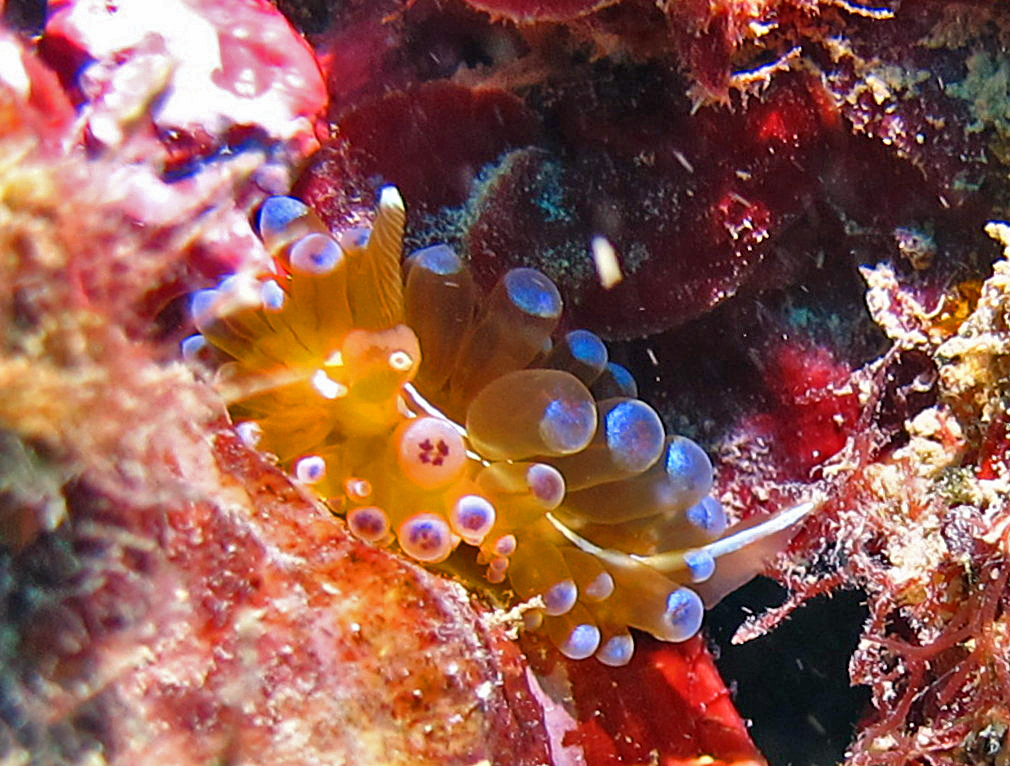
A. cristata in de Ligurische Zee (Levanto)
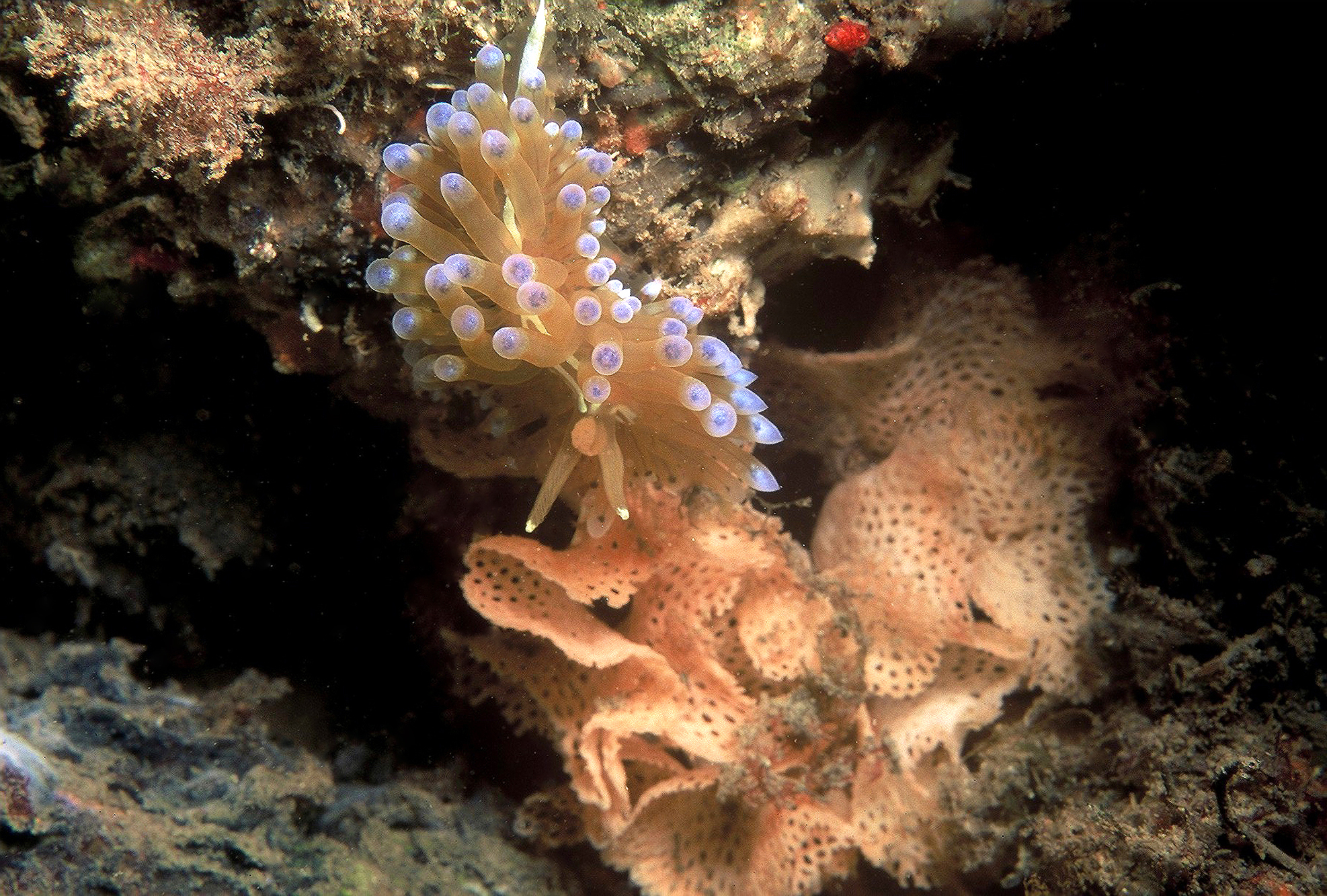
A. cristata op Reteporella grimaldii
- Twee A. cristata die voortkruipen over de bodem [Video clip]